# Highland (Lake County, Indiana)
Highland is een plaats (town) in de Amerikaanse staat Indiana, en valt bestuurlijk gezien onder Lake County.

## Demografie
Bij de volkstelling in 2000 werd het aantal inwoners vastgesteld op 23.546.
In 2006 is het aantal inwoners door het United States Census Bureau geschat op 22.961, een daling van 585 (-2.5%).

## Geografie
Volgens het United States Census Bureau beslaat de plaats een oppervlakte van
17,9 km², waarvan 17,8 km² land en 0,1 km² water. Highland ligt op ongeveer 472 m boven zeeniveau.

## Plaatsen in de nabije omgeving
De onderstaande figuur toont nabijgelegen plaatsen in een straal van 8 km rond Highland.